# Stele von Holzgerlingen

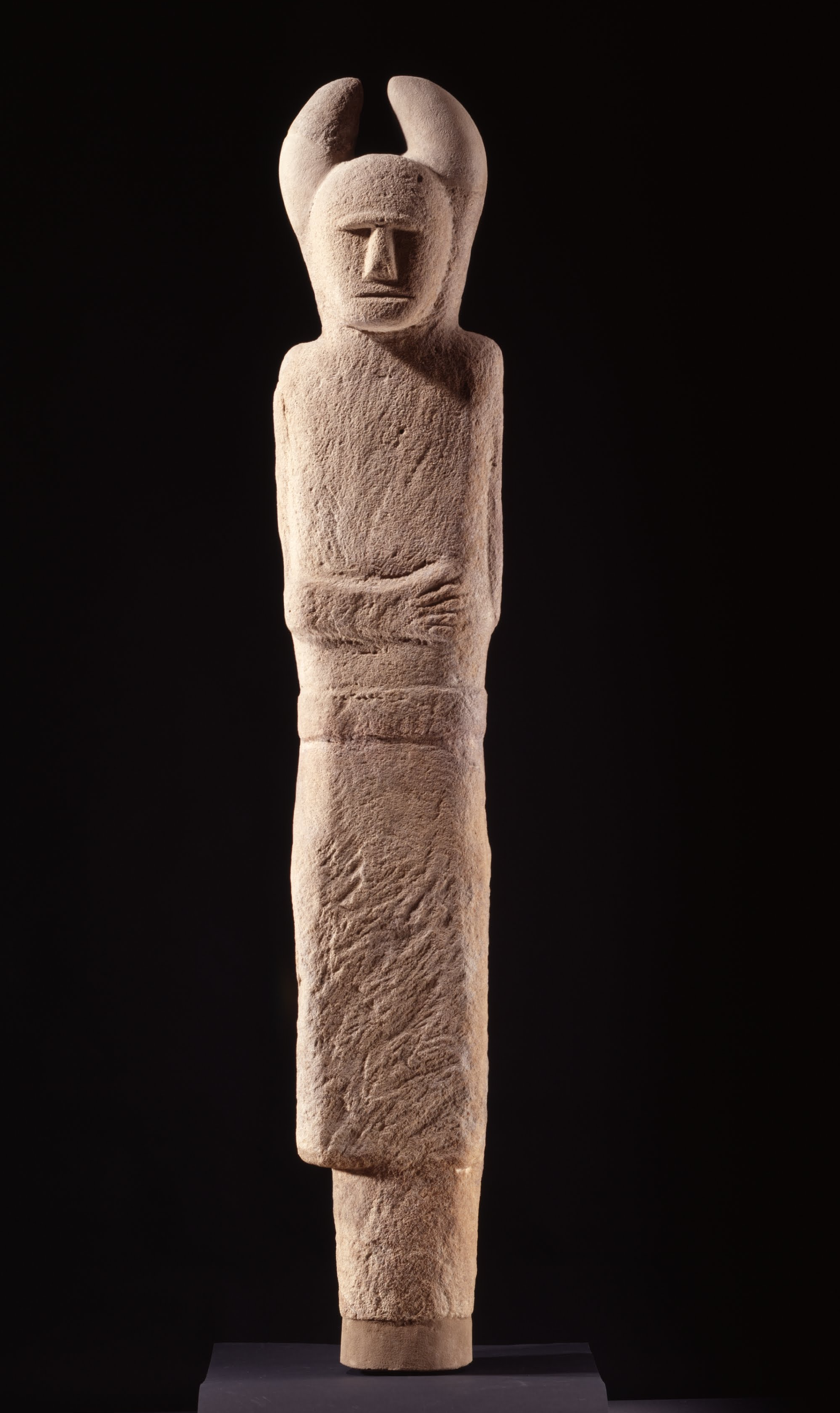
Keltische Stele von Holzgerlingen

Die keltische Stele von Holzgerlingen ist eine vom Gürtel aufwärts anthropomorphe (menschgestaltig) Figur aus der frühen bis mittleren Latènekultur. Die janusköpfige Doppelgestalt besitzt eine fast identische, spiegelbildlich angeordnete Vorder- und Rückseite. Auf dem Kopf trägt die Figur eine keltische Blattkrone. Wahrscheinlich war die Stele ein keltisches Kultobjekt, das eine nicht genauer identifizierbare Gottheit darstellt. Mit 2,30 Meter Höhe ist die Holzgerlinger Figur die größte bekannte eisenzeitliche Statue. Sie befindet sich in Stuttgart in der Sammlung des Landesmuseums Württemberg.

## Fund
Die keltische Statue wurde 1838 oder 1848 südwestlich von Stuttgart bei Holzgerlingen im Oberamt Böblingen gefunden. Nähere Umstände des Fundes sind nicht bekannt. Der auf alten Flurkarten eingezeichnete Fundort im Gewann Schützenbühl konnte als möglicher Standort durch moderne Messmethoden (Fluxgate-Gradiomerie), mit denen das angenommene Steinfundament der Stele gesucht wurde, nicht bestätigt werden. Jörg Biel vermutete, dass die Stele möglicherweise an der Rheinstraße, der sogenannten Via Rheni, gestanden haben könnte, deren Trasse vermutlich schon von den Kelten genutzt wurde. Entsprechend dem Stil gilt eine Datierung in die Latènezeit als gesichert, eine genaue Einordnung innerhalb dieser Epoche bleibt jedoch unklar.

## Beschreibung

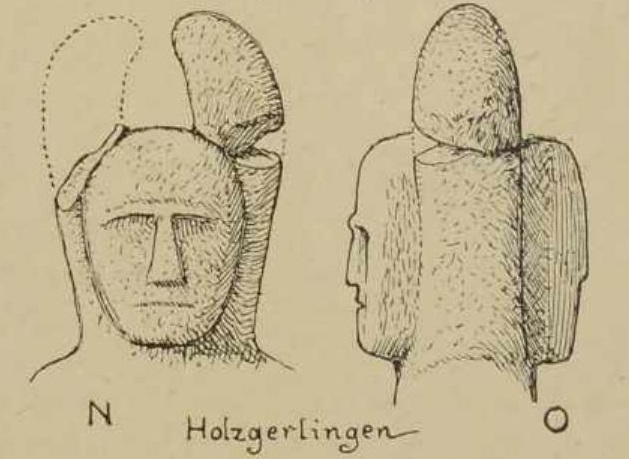
Detailzeichnung des Kopfes der Statue (Robert Knorr, 1921)

Die Figur ist aus Stubensandstein hergestellt, der im benachbarten Schönbuch vorkommt. Sie hat eine Höhe von 2,30 m, ist etwa 30 cm breit und hat eine Tiefe von zirka 20 cm. Sie zeigt einen Menschen oder eine menschenartige Gottheit. Körper und Kopf sind „janusartig“ dargestellt, das heißt, Vorder- und Rückseite der Statue sind „doppelseitig-gleichartig“. Die rechte Hand dieser Doppelgestalt greift mit abgewinkeltem rechten Arm waagerecht über den Körper, so dass jeweils eine Hand vorne und die andere rückseitig sichtbar ist. Ein breiter Gürtel verläuft direkt unterhalb des Arms um den Körper. Unterleib und Beine sind nicht ausgearbeitet und bilden einen zusammenhängenden Block. Eine Blattkrone erwächst aus dem Nacken zu beiden Seiten des Gesichts beziehungsweise der beiden Gesichter. Augen, Nase und Augenbrauen sind T-förmig miteinander verbunden und bilden zusammen mit einem schmalen Mund die Gesichtszüge. Der Archäologe Vencent Megaw bezeichnete die Figur als die „urtümlichste der bekannten Latène-Skulpturen“.

## Datierung und Interpretation

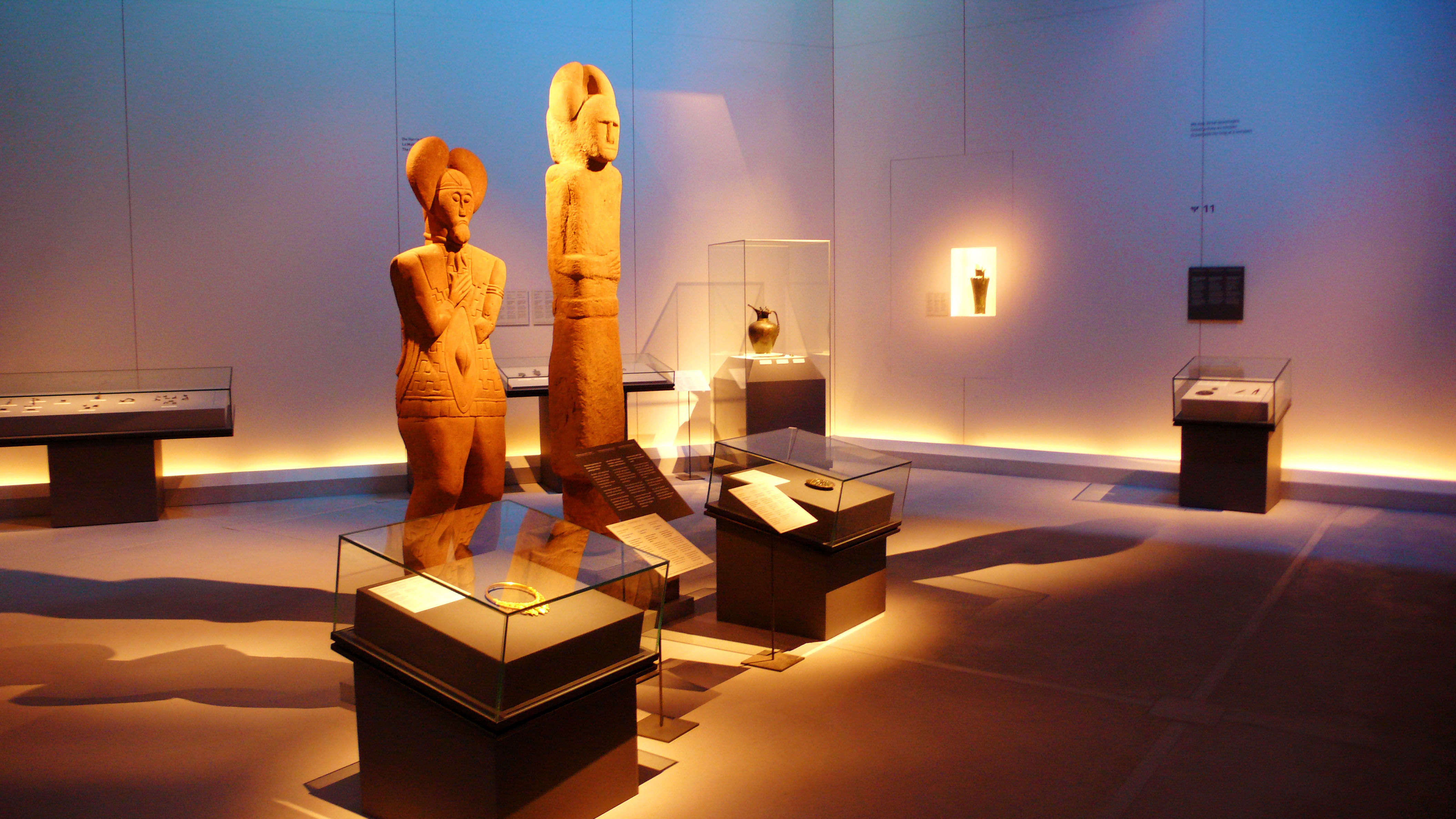
Keltenfürst vom Glauberg (links), keltische Stele von Holzgerlingen (rechts), Historisches Museum Bern

Nach dem Fund der Figur wurde der abgebrochene Wulst der Blattkrone insofern falsch rekonstruiert, als er „über die linke Schulter emporragend“ angebracht wurde. Infolgedessen wurde die Figur als frühmittelalterlich oder slawisch identifiziert. Robert Knorr entdeckte um 1920 den Fehler, rekonstruierte die Blattkrone neu und datierte die Statue in die Latènezeit. Heute wird sie meist auf 400 bis 200 v. Chr. datiert. Eine andere Quelle gibt die Zeitspanne von 400 bis 101 v. Chr. an.
Wegen der unbekannten Fundumstände kann weder die Funktion der Holzgerlinger Stele sicher bestimmt werden, noch ist eine genaue Datierung möglich. Die Figur war jedoch gewiss wie eine Säule aufgestellt, die, auf einem Fundament stehend, in den Boden eingelassen war. Wahrscheinlich handelt es sich bei der Abbildung um eine nicht weiter bestimmbare keltische Gottheit.
Die große Bedeutung der Figur ist dabei nicht im Einzelobjekt zu sehen, sondern vielmehr im Zusammenhang mit anderen gefundenen hallstatt- und latènezeitlichen Stelen, wie zum Beispiel dem Krieger von Hirschlanden oder der Stele von Steinenbronn. Die Blattkrone ist mit der des in Hessen gefundenen Keltenfürsten vom Glauberg vergleichbar, der vermutlich einen heroisierten Ahnen darstellt, auch wenn dessen Krone eine etwas andere Form aufweist. Die gefundenen keltischen Statuen unterscheiden sich also in ihrer Gestaltung, können aus verschiedenen Zeiten stammen und auch unterschiedliche Funktionen gehabt haben wie beispielsweise Grabstelen, Stelen zur Verehrung hoher Persönlichkeiten oder Darstellungen von Gottheiten. Sie deuten jedoch auf eine gemeinsame keltische Tradition der Großplastik hin. In diesem Kontext gehört die Stele von Holzgerlingen neben der Pfalzfelder Säule, dem Heidelberger Kopf, der Stele von Steinenbronn, dem Krieger von Hirschlanden und der 1996 ausgegrabenen Sandsteinplastik des Keltenfürsten vom Glauberg zu den bedeutendsten keltischen Steindenkmälern in Deutschland. Kopien einiger keltischer Statuen und Stelen sind entlang des Geschichtlichen Lehrpfades in Leinfelden-Echterdingen aufgestellt.